# Constança de Sicília (reina de Xipre)
|  | Aquest article tracta sobre la filla de Frederic II de Sicília. Vegeu-ne altres significats a «Constança de Sicília (desambiguació)». |

Constança de Sicília   (1303 - Xipre, 19 de juny de 1344), també coneguda com a Constança d'Aragó, va ser una princesa siciliana, pertanyent a la Casa reial d'Aragó. Va ser reina consort de Jerusalem i de Xipre, i posteriorment d'Armènia.
Filla de Frederic II de Sicília i d'Elionor d'Anjou,el 1318 va casar-se amb Enric II de Xipre i va esdevenir reina consort de Xipre i de Jerusalem, essent coronada a Nicòsia i posteriorment a Famagusta. En morir el seu marit el 1324 va tornar-se a casar el 1331 amb Lleó V, rei d'Armènia, esdevenint princesa consort d'Armènia.